# Avro 504
O Avro 504 foi uma avião biplano monomotor inglês da Primeira Guerra Mundial. O número de unidades produzidas por diversos fabricantes foi de 8.970 por quase vinte anos, fazendo dele a aeronave mais produzida da Primeira Guerra Mundial e uma das mais produzidas da história. 

## Nos Açores
Em termos da História da aviação nos Açores, esta aeronave inaugurou o Aeródromo da Achada, na ilha Terceira, em 4 de outubro de 1930. 

## No Brasil
No Brasil, foram operadas duas variantes pela Aviação Naval Brasileira: o Avro 504 K entre 1920 e 1930, e o Avro 504 O/N entre 1928 e 1934, ambas como aeronave de treinamento. 
Em 1920, foram adquiridas 17 aeronaves Avro 504 K, sendo cinco equipadas com motor Gnome e as demais com motor Le Rhone, mais possantes. O Avro 504 K foi a primeira aeronaves adquirida pela Marinha para uso em terra. No ano de 1928, outras seis aeronaves Avro 504 N/O foram compradas. Destas, havia modelos para pouso em terra e outros com flutuadores para pouso na água. Inicialmente adquiridas para treinamento, acabaram sendo utilizadas em combate na Revolução Constitucionalista. 
Enquanto as aeronaves de primeira linha, Vought Corsair, Martim PM e Savoia Marchetti S-55A, eram usadas intensamente pelo Governo Federal contra as forças revolucionárias, era necessário prover apoio aéreo as tropas federais no Mato Grosso do Sul. Com o bloqueio do porto de Santos, as tropas constitucionalistas dependiam do Mato Grosso do Sul para obterem os itens necessários ao esforço de guerra.
Em virtude da guarnição do exército em Campo Grande, comandada pelo general Bertoldo Kingler ter aderido ao movimento constitucionalista, fazia-se necessário apoiar o Arsenal de Marinha do Ladário, atual Base Fluvial de Ladário, e a Flotilha do Mato Grosso, leais ao Governo Federal. Sem a possibilidade de deslocar aeronaves de combate, dois treinadores Avro 504 N/O com flutuadores foram armados com metralhadoras e deslocados para a região. 
Um Junkers F13 do Sindicato Condor foi empregado em missões de reconhecimento aéreo, acompanhando a movimentação das tropas constitucionalistas. Numa das missões, foi constatada a aproximação dos constitucionalistas através da estrada de ferro para a localidade de Porto Esperança. Uma força tarefa composta pelos navios Monitor Pernambuco, Canhoneira Oiapoque e Rebocador Voluntário foi imediatamente deslocada para o Porto com o objetivo de sustar o avanço. Os combates começaram em 31 de julho e se estenderam até o final de setembro, com a retirada das tropas constitucionalistas.
Após a retirada, o Arsenal de Marinha do Ladário recebeu um comunicado dos constitucionalistas informando que as tropas do Governo Federal deveriam abandonar  o Arsenal sob pena de ser ele destruído pela aviação adversária. O Arsenal não dispunha de defesa antiaérea e os dois Avro 504N/O não eram páreos para os Curtis Falcon empregados pelos revoltosos. Foram adaptados canhões de 47mm e 57mm na canhoneira Oiapoque para atirarem com grande elevação. No início de outubro, três aviões Curtiss Falcon O-1E provenientes de Campo Grande, atacaram o Arsenal de Marinha de Ladário, lançando bombas e efetuando ataques contra o rebocador Voluntário com tiros de metralhadoras. Os Avro 504 N/O não decolaram, mas a canhoneira Oiapoque abriu fogo, obrigando os atacantes a se retirarem.

## Especificações (Avro 504 K com motor Gnome)
- Fabricante: A. V. Roe Co. Ltd. (AVRO) - Reino Unido e diversos outros sob licença

### Avro 504 K com motor Gnome
- Comprimento: 8,96 m
- Envergadura: 10,97 m
- Altura: 3,17 m
- Peso máximo de decolagem: 816,48 kg
- Propulsão: um motor Gnome Monosoupape de 100 HP
- Velocidade máxima: 132 km/h
- Tripulação: dois tripulantes em tandem

### Avro 504 O/N
- Comprimento: 8,81 m
- Envergadura: 10,97 m
- Altura: 3,30 m
- Peso máximo de decolagem: 1.016 kg
- Propulsão: um motor Armstrong Siddeley Linx IV C de 180 HP
- Velocidade máxima: 161 km/h
- Tripulação: dois tripulantes em tandem